# Myiopharus orbitalis
Myiopharus orbitalis là một loài ruồi trong họ Tachinidae.